# Comté d'Idaho
Le comté d’Idaho est un comté des États-Unis situé dans l’État de l'Idaho, le plus grand de l'État en superficie. Au recensement de 2010, la population était de 16 267 habitants. Son siège est Grangeville (Florence et Mount Idaho étaient les sièges précédents du comté). Le comté a été créé en 1864 et nommé en l'honneur d'un bateau à vapeur, du nom d'Idaho, qui fut lancé sur le fleuve Columbia en 1860.

## Géolocalisation
| Comté de Lewis             | Comté de Clearwater | Comté de Missoula, (Montana) |
| Comté de Wallowa, (Oregon) | Comté d'Idaho       | Comté de Ravalli, (Montana)  |
| Comté d'Adams              | Comté de Valley     | Comté de Lemhi               |

## Démographie
| 1870 | 1880  | 1890  | 1900  | 1910   | 1920   |
| ---- | ----- | ----- | ----- | ------ | ------ |
| 849  | 2 031 | 2 955 | 9 121 | 12 384 | 11 759 |

| 1930   | 1940   | 1950   | 1960   | 1970   | 1980   |
| ------ | ------ | ------ | ------ | ------ | ------ |
| 10 107 | 12 691 | 11 423 | 13 542 | 12 891 | 14 769 |

| 1990   | 2000   | 2010   | - | - | - |
| ------ | ------ | ------ | - | - | - |
| 13 783 | 15 511 | 16 267 | - | - | - |

## Principales villes
- Cottonwood
- Ferdinand
- Grangeville
- Kooskia
- Riggins
- Stites
- White Bird